# Jesús González
Jesús Alberto González Martínez (Culiacán, 14 luglio 1986) è un cestista messicano.

## Carriera
Con il Messico ha disputato i Campionati americani 2013.